# サルサパリラ
サルサパリラ (Sarsaparilla) とはサルトリイバラ科シオデ属（サルトリイバラ属）の植物である。熱帯アメリカ原産のSmilax regelii、またはその近縁種を指す。中国名は土茯苓（どぶくりょう）とされるが、こちらは別種Smilax glabraである。

## 効能
強壮、駆風、発汗作用、利尿、解毒、血液浄化、抗炎症、肝臓保護、鎮咳消炎など。
サルトリイバラ属はつる植物で全世界に約350種が分布し、古くからハーブ・山菜や生薬・漢方薬に用いられ、リューマチや痛風、風邪、解熱剤として使用され、ヨーロッパでは16世紀から淋病や梅毒などの性病の治療薬としても用いられていた。サポニン配糖体が多く含まれ、一時は運動能力を高めるとして、ステロイド剤としても使われたことがあった。その他皮膚疾患（おでき、ただれ、ニキビ、湿疹、乾癬）、水銀中毒の薬の材料としても使われていたのである。利用部位は主に乾燥した根及び根茎である。

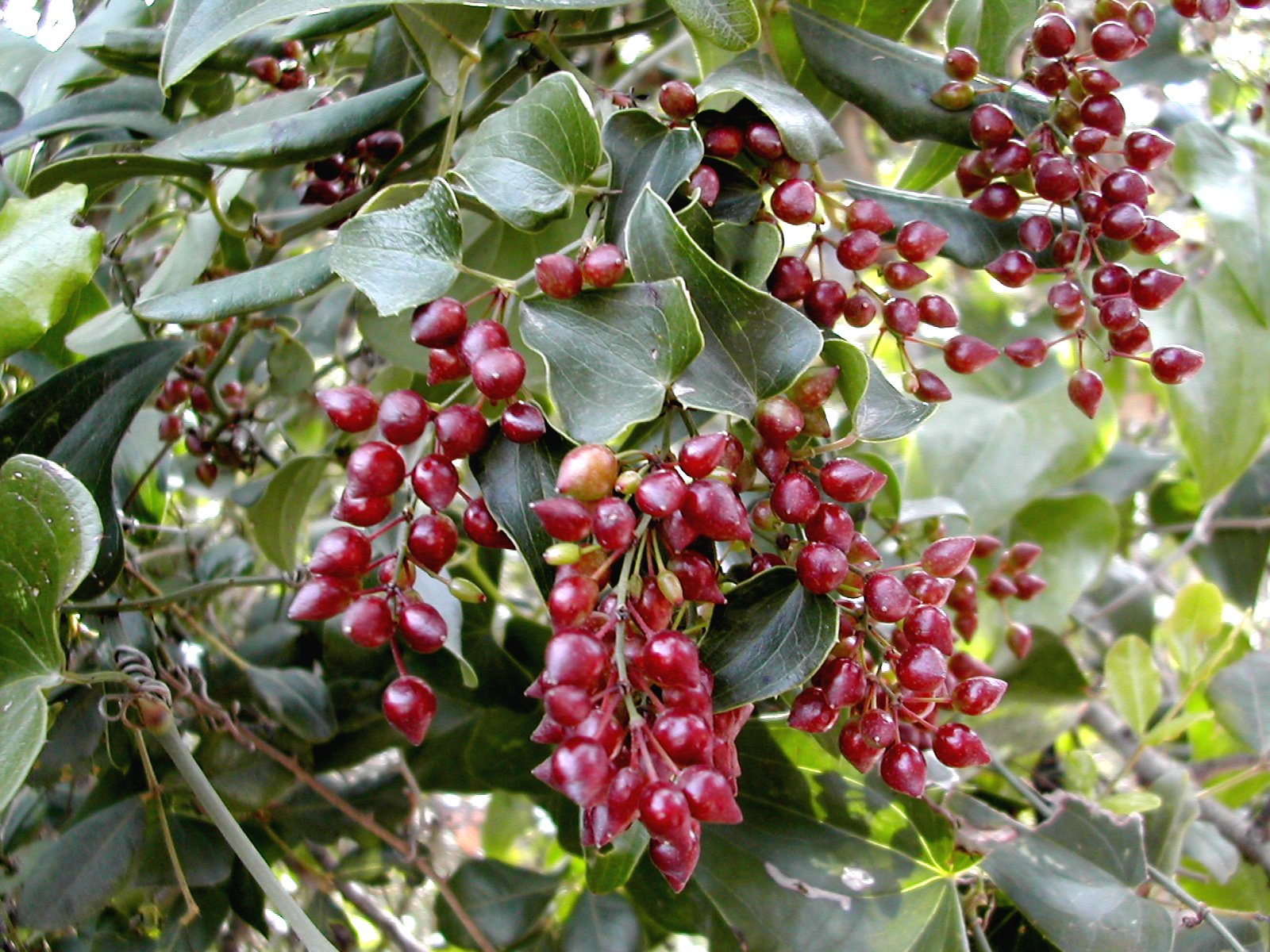
サルサパリラの果実（上記写真と別種S. aspera）

## サルサパリラを用いた食品
- 亀苓膏（亀ゼリー）
- サルサパリラ・ドロップ&キャンディ（ヨーロッパで売られている）
- サルサパリラ・スティック（棒状のお菓子）

## サルサパリラを用いた清涼飲料
- 黒松沙士
- ルートビア
- ドクターペッパー
- サルサパリラ・ソーダ（ヨーロッパで売っている）